# Pulsão
Pulsão (em língua alemã, Trieb; em língua inglesa, drive) designa, em psicanálise, um impulso energético interno que direciona o comportamento do indivíduo. O comportamento gerado pelas pulsões diferencia-se daquele gerado por decisões, por ser aquele gerado por forças internas, inconscientes, alheias ao processo decisional.
A pulsão distingue-se do instinto, por este ser ligado a determinadas categorias de comportamentos preestabelecidos e realizados de maneira estereotípica, enquanto aquela refere-se a uma fonte de energia psíquica não específica, que pode conduzir a comportamentos diversos. O conceito de pulsão foi utilizado por diferentes teorias da motivação, sendo as mais importantes a de Sigmund Freud e a de Clark L. Hull.

## Teoria psicanalítica das pulsões

### Tradução nas edições brasileiras
No Brasil, houve controvérsias sobre a tradução do termo alemão Trieb. Os direitos de tradução das obras de Freud ficaram a cargo da editora Imago, que não traduziu diretamente do texto original em alemão, mas sim da edição inglesa, realizada pela Edição Standard. A edição inglesa foi acusada de traduzir enviesadamente os textos freudianos, atribuindo um caráter médico-biológico excessivo que destoava do tom que Freud deu a seus escritos. Consequentemente, as traduções no Brasil da Imago apresentavam o termo "pulsão" como "instinto". Em 2009, quando as obras de Freud entraram em domínio público, outras editoras traduziram do texto em alemão, resultando em novos debates e grupos de estudos pautados na discussão da tradução dos termos. A L&PM traduziu o termo Trieb para "impulso", enquanto as edições da Companhia das Letras mantiveram a tradução para "instinto". Apesar disso, o tradutor da Companhia das Letras solicita aos leitores, na nota da edição, para fazer a substituição mental do termo "instinto" para "pulsão" se acharem necessário.

### Pulsões de vida e de morte
Freud, no princípio de sua teoria, distinguia várias pulsões distintas que, com o aprimoramento da teoria, foram reduzidas a duas pulsões básicas (em língua alemã, Urtriebe): Eros, ou pulsão sexual, para a vida, e Tânatos, ou pulsão agressiva, de morte. O autor via como base para essas pulsões o princípio de atração e repulsão, também presente na matéria. Todas as outras pulsões secundárias (desejos, sonhos, enfim, todos os diferentes tipos de impulsos interiores que guiam a ação humana) são vistas como frutos da combinação daquelas duas pulsões.
As pulsões são a origem da energia psíquica que se acumula no interior do ser humano, gerando uma tensão que exige ser descarregada. O objetivo do indivíduo seria, assim, atingir um baixo nível de tensão interna. Nesse processo de descarga de tensões psíquicas, as três estruturas da mente (id, ego e superego) desempenham um papel primordial, determinando a forma como essa descarga se manifestará. Todos esses processos se desenvolvem inconscientemente.
A hipótese do comportamento humano ser guiado apenas pela necessidade de reduzir a tensão gerada pelas pulsões é considerada ultrapassada pela pesquisa empírica, uma vez que a falta de estímulos leva o indivíduo a buscá-los ativamente, aumentando assim a tensão interna (assim, por exemplo, pessoas curiosas ou que buscam emoções fortes). A teoria de Freud, entanto, deixou uma influência duradoura sobre a pesquisa da motivação sobretudo sob dois aspectos: (1) o conceito de projeção, ou seja, de que desejos inconscientes são capazes de influenciar a percepção consciente e (2) a ideia de que os objetivos perseguidos pelo comportamento humano não são necessariamente conscientes.

## A teoria de Clark L. Hull
Clark L. Hull foi, ao lado de B. F. Skinner, um dos principais teóricos do behaviorismo ou comportamentalismo, paradigma de pesquisa que julgava ser dever da psicologia científica basear-se somente em dados observáveis (chamados então de "fatos observáveis"), excluindo, assim, todos os processos internos do ser humano (pensamentos, emoções etc.). Devido a essa postura, os psicólogos behavioristas dedicaram-se sobretudo ao estudo dos dois processos de aprendizado que, segundo eles, explicariam o comportamento humano: o condicionamento clássico e, sobretudo, o condicionamento operante. O problema é que esses processos explicam como o indivíduo aprende determinado comportamento, mas não o que o leva a realizá-lo.
A teoria de Hull procura explicar esse fato. Segundo ele, a tendência de realizar um determinado comportamento (tendência de comportamento) é o produto do hábito e da pulsão. O hábito é definido pela quantidade de vezes em que o comportamento recebeu um reforço no passado; mas o hábito não é suficiente para explicar completamente o comportamento, somente a direção do comportamento. Falta explicar a energia que o impulsiona. Essa energia é a pulsão. Hull diferenciava dois tipos de pulsões: As primárias, oriundas das necessidades biológicas (fome, cansaço etc.), e as secundárias, aprendidas, como o medo. A fim de corresponder ao paradigma behaviorista, o autor teve de limitar-se às pulsões mais fáceis de operacionalizar. Como Freud, também Hull partia do princípio de que o indivíduo sempre busca a redução da pulsão (ou seja, da tensão gerada por ela).
A teoria, tal como formulada originalmente, apresenta uma série de problemas: (1) a pesquisa empírica foi capaz de demonstrar que diferentes necessidades podem não somente se somar, mas também se atrapalhar mutuamente; (2) como no caso de Freud, a pressuposição de que o indivíduo somente está satisfeito quando ele é capaz de reduzir sua tensão interna foi igualmente falsificada pela pesquisa empírica e (3) diferentes tipos de reforço mostraram ter diferentes valores para os indivíduos. Assim, um rato que recebe pão embebido em leite como reforço aprende mais rápido do que um rato que recebe sementes de girassol. Na tentativa de responder sobretudo a este terceiro problema, Hull modificou a fórmula original para "Tendência de comportamento = hábito × pulsão × atração", em que a atração representa o valor do reforço para o indivíduo. Em outra tentativa de complementar seu modelo, Hull acrescentou a expectativa do indivíduo de realmente receber o reforço (antecipação). Como se vê, nesse ponto, sua teoria se aproxima cada vez mais dos limites do paradigma behaviorista, uma vez que "atração" e "antecipação" são conceitos mais próximos dos processos cognitivos, não observáveis.
Apesar de possuir atualmente um valor meramente histórico, a teoria de Hull tem o valor de ter já levado em conta dois elementos que, posteriormente, seriam alvos principais da pesquisa sobre a motivação: a atração e a expectativa. Além disso, o behaviorismo legou, à psicologia, um paradigma empírico que permitiu, à pesquisa posterior, oferecer uma explicação científica do comportamento humano, em oposição a uma explicação filosófica.